# 장산중학교 (경북)
장산중학교(章山中學校)는 대한민국 경상북도 경산시 사정동에 위치한 공립 중학교이다.

## 학교 연혁
- 1993년 1월 19일 : 설립 인가(완성 학급 24학급)
- 1994년 3월 1일 : 개교(7학급) 초대 윤길수 교장 취임
- 1996년 3월 1일 : 도지정 인성교육 자율시범학교 운영 (2년간)
- 1998년 3월 1일 : 교육인적자원부지정 교육과정 연구학교 운영 (2년간)
- 2003년 3월 1일 : 30학급 인가, 도지정 ICT활용 선도학교 운영 (1년간)
- 2003년 5월 12일 : 장산중학교 교사(校舍), 강당(체육관) 신축 이전
- 2004년 3월 1일 : 도지정 ICT활용 연구학교 운영 (2년간)
- 2007년 3월 1일 : 도지정 방과후학교 연구학교 운영 (1년간)
- 2008년 3월 1일 : 도지정 부진아지도 연구학교 운영 (2년간)
- 2012년 3월 1일 : 도지정 발명교육 연구학교 운영 (2년간)
- 2017년 10월 30일 : 창의융합형 과학실 구축 사업
- 2019년 5월 22일 : 도서관 및 진로 활동실 인테리어
- 2024년 1월 8일 : 제28회 졸업(졸업생 267명, 누계 8,142명)
- 2024년 3월 1일 : 제13대 조보옥 교장 취임
- 2024년 3월 4일 : 제31회 입학(신입생 259명)

## 참고 자료
- 장산중학교 - 한국교육학술정보원 학교알리미